# NGC 755
NGC 755 je galaksija u zviježđu Kit.

## Vanjske poveznice
- SEDS: NGC 755